# Vokolo priglu

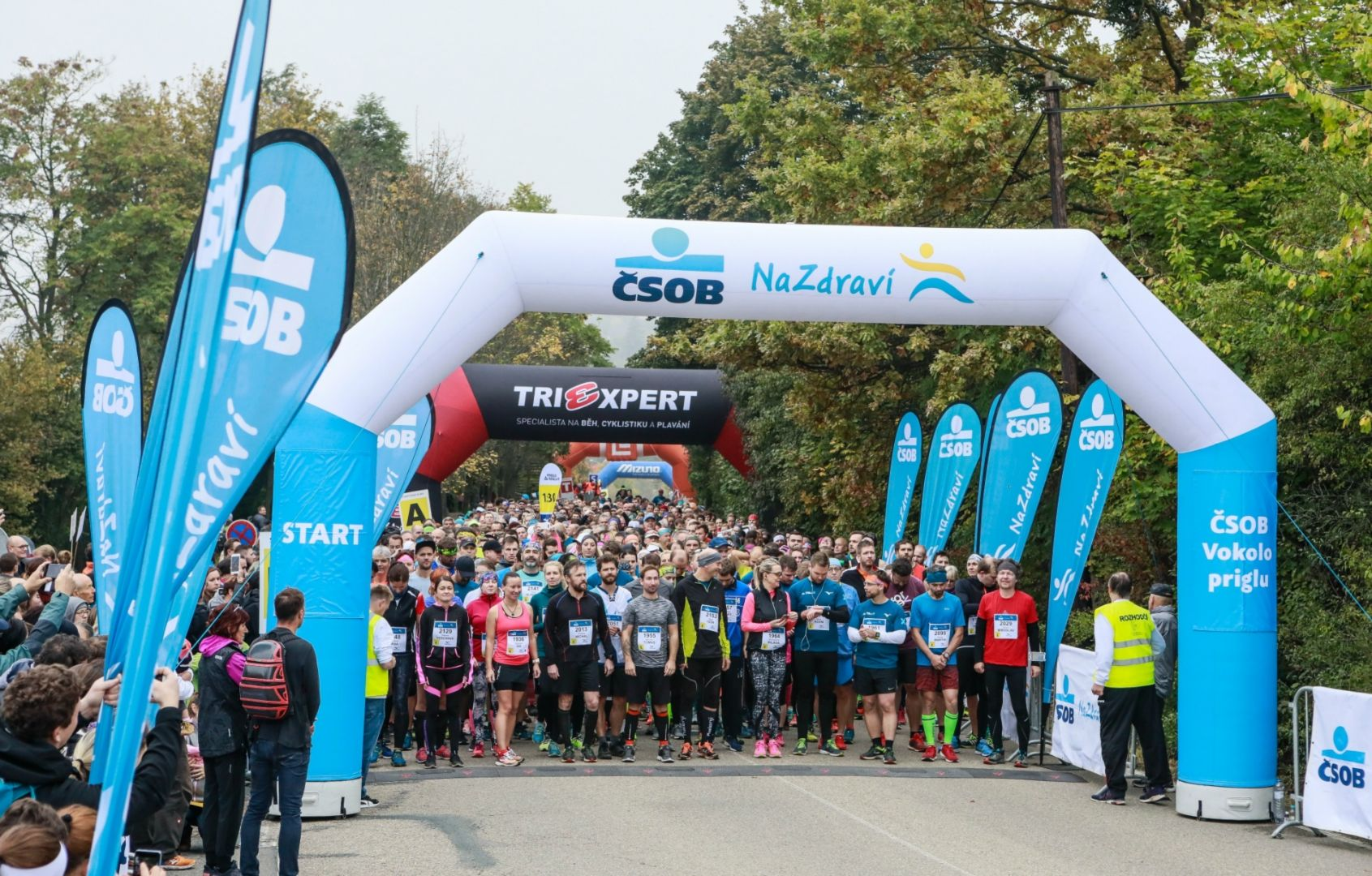
Start závodu ČSOB Vokolopriglu

Vokolo priglu je běžecký závod pořádaný od roku 2010, jehož trasa v délce 14,1 km (asi třetina maratonu) vede kolem Brněnské přehrady (v brněnském hantecu přezdívané Prígl). Osm prvních ročníků neslo sponzorský název Triexpert Vokolo priglu, od roku 2018 se běží pod názvem ČSOB Vokolo priglu. První ročník Vokolo priglu se uskutečnil 16. října 2010.

## Popis tratě
Trať dlouhá 14,1 km vede od Loděnice TJ Lodní sporty Brno na ulici Rakovecká (silnice 384) směrem na Veverskou Bítýšku. Běží se po široké asfaltové silnici přes Kozí Horku, Jelenici, Oboru až k lávce u Hradu Veveří (před lávkou je první občerstvovací stanice). Na tomto místě závodníci běží přes lávku na druhý břeh. Následně přes Skalky podél přehrady po zpevněné, místy hliněné cestě přes Rokli (za Roklí je druhá občerstvovací stanice) až k restauraci "Šulák". Zde se trať stáčí těsně k Brněnské přehradě a běží se po pěší asfaltové komunikaci přes "Sokolák" až k hasičské zbrojnici u restaurace "U Lva". Následně trať pokračuje po Hrázní (přes hráz přehrady) a Přístavní ulici k parkovišti před hotelem "Santon". Tady se obíhá parkoviště a z Přístaviště se běží po pěší asfaltové komunikaci přes Rakovec zpátky k loděnici TJ Lodní sporty Brno.

## Ročníky

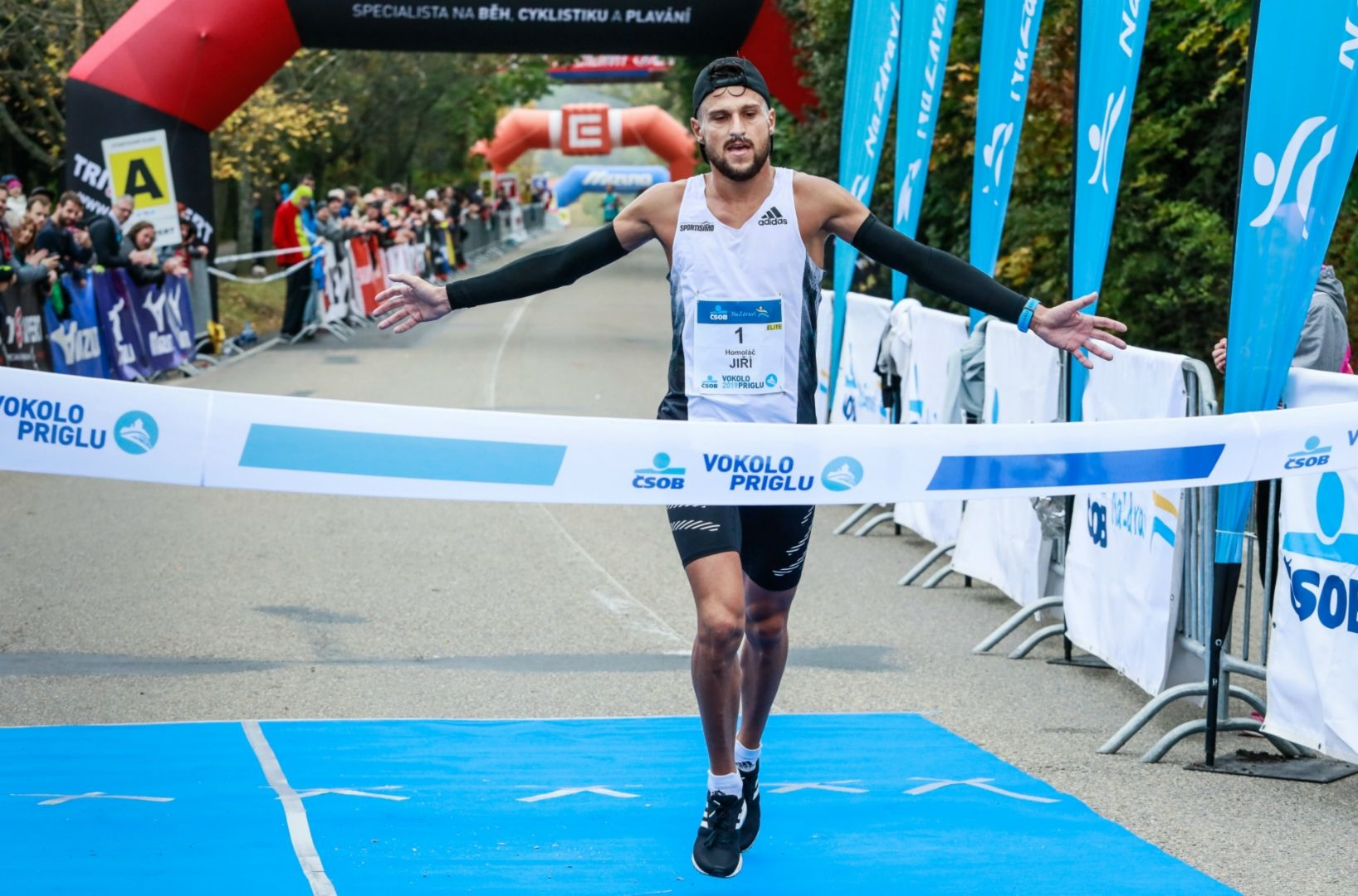
Jiří Homoláč - vítěz X.ročníku ČSOB Vokolo priglu 2019

Závod se koná každoročně od podzimu 2010. Prvního ročníku se zúčastnilo necelých tisíc běžkyň a běžců, v dalších ročnících již účast hladce překonala tisícovku a postupně se přiblížila ke dvěma tisícům. Od devátého ročníků má běh, s ohledem na bezpečnost závodníků, kapacitní omezení na 2250 běžců.

| Ročník | Datum          | Účastníci | Nejlepší čas | Vítězi mužů                  | Vítězky žen           | Vítězné týmy                 | Zdroje      |
| ------ | -------------- | --------- | ------------ | ---------------------------- | --------------------- | ---------------------------- | ----------- |
| 1      | 16. října 2010 | 926       | 0.44:34      | Lukáš Kourek                 | Katarina Berešová     | —                            |             |
| 2      | 8. října 2011  | 1365      | 0.44:26      | Jiří Homoláč                 | Janka Zatloukalová    | —                            |             |
| 3      | 13. října 2012 | 1653      | 0.43:29      | Elisha Kiprotich Sawe        | Zita Káczer           | —                            |             |
| 4      | 12. října 2013 | 1634      | 0.43:38      | Julius Kiprono Legat         | Katarína Berešová     | Uběhaní docenti z MU         |             |
| 5      | 11. října 2014 | 1999      | 0.43:05      | Kimaiyo Hillary Kiptum Myiyo | Jerono Peris          | Srdcová záležitost           |             |
| 6      | 10. října 2015 | 1979      | 0.45:37      | Jiří Homoláč                 | Katarína Berešová     | Špica fiksl s loďkó          |             |
| 7      | 8. října 2016  | 2049      | 0.44:05      | Jiří Homoláč                 | Eva Vrabcová Nývltová | SanaSport Brno               |             |
| 8      | 7. října 2017  | 2102      | 0.43:52      | Jiří Homoláč                 | Petra Kamínková       | Triexpert MILT Racing Team 1 |             |
| 9      | 13. října 2018 | 2243      | 0.44:58      | Jiří Homoláč                 | Valerie Soukupová     | Vinaři a pivaři              | [ 3 ] [ 4 ] |
| 10     | 12. října 2019 | 2235      | 0:44:12      | Jiří Homoláč                 | Tereza Hrochová       | Vinaři a pivaři              |             |

## Ocenění

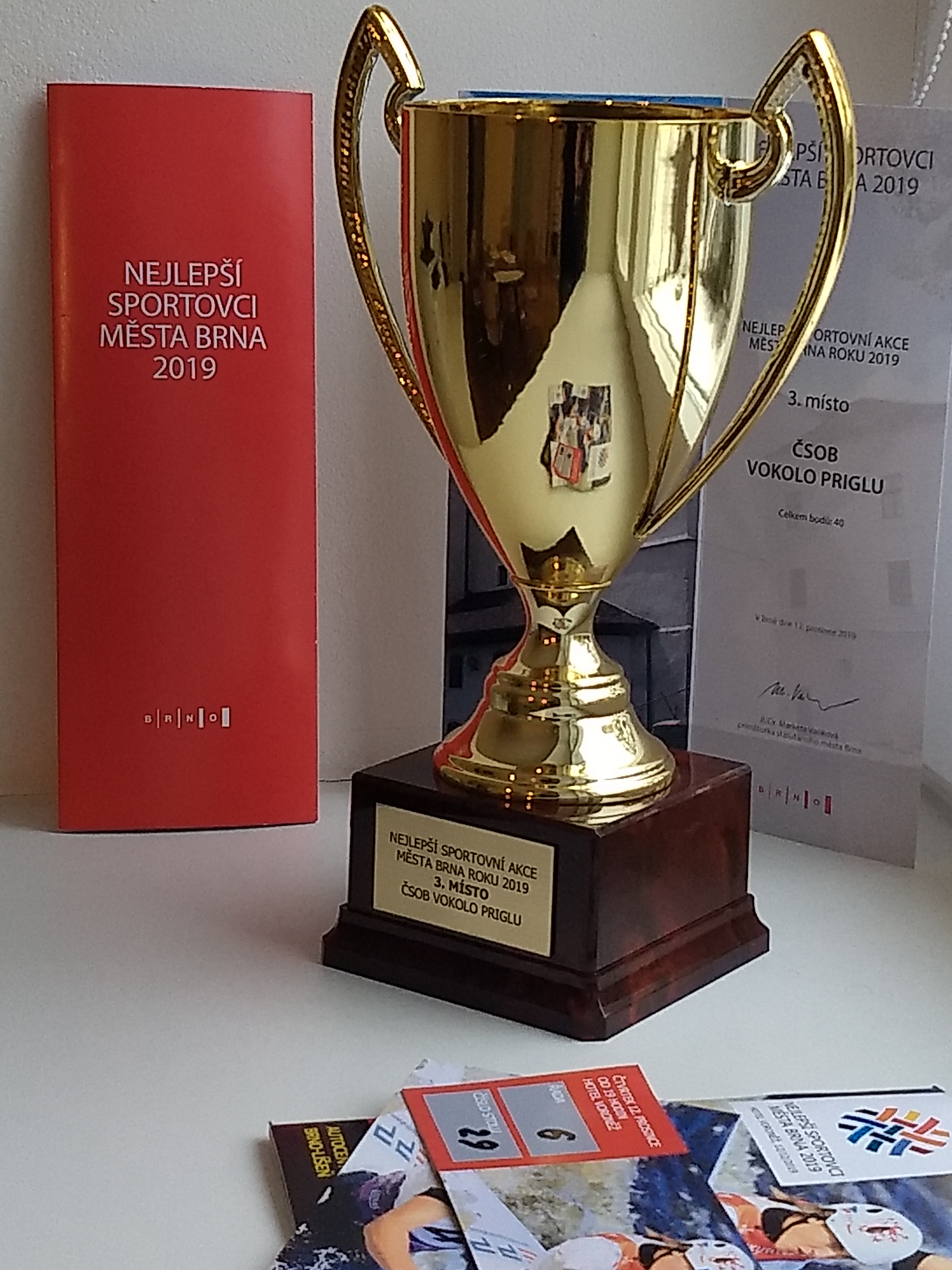
Nejlepší sportovní akce města Brna za rok 2019 - 3. místo

TOP 10 běžeckých závodů Českého atletického svazu za rok 2018 - 3. místo
Nejlepší sportovní akce města Brna za rok 2018 - 4. místo, za rok 2019 - 3. místo
Nejlepší sportovní akce Jihomoravského kraje za rok 2018 - v TOP 5

OPAKOVANÉ ÚSPĚCHY:
- 7x byl závod Vokolo Priglu zařazen Českým atletickým svazem do TOP 10 běžeckých závodů v České republice.
- 8x vyhlášen mezi nejvýznamnější sportovní akce města Brna
- 2x zařazen do TOP 5 nejlepší sportovní akce Jihomoravského kraje